# Une bataille dans le vieux Stockholm
Une bataille dans le vieux Stockholm je francouzsko-švédský němý film z roku 1897. Režisérem je Alexandre Promio (1868–1926). Film měl premiéru 3. července 1897 ve Stockholmu. Snímek byl jedním z prvních filmů natočených ve Švédsku.
Alexandre Promio pobýval na začátku léta 1897 asi dva týdny ve Švédsku, aby proslavil filmy bratrů Lumièrů. Při svém pobytu vytvořil 14 filmů a zaučil zde i prvního švédského tvůrce filmů Ernesta Flormana.

## Děj
Film zachycuje život ve středověkém Stockholmu. Ženy nabírají vodu ze studny, když vtom se začnou dva muži prát. Jejich rvačku je nucena ukončit až městská stráž, která oba muže oddělí od sebe.